# Dobok

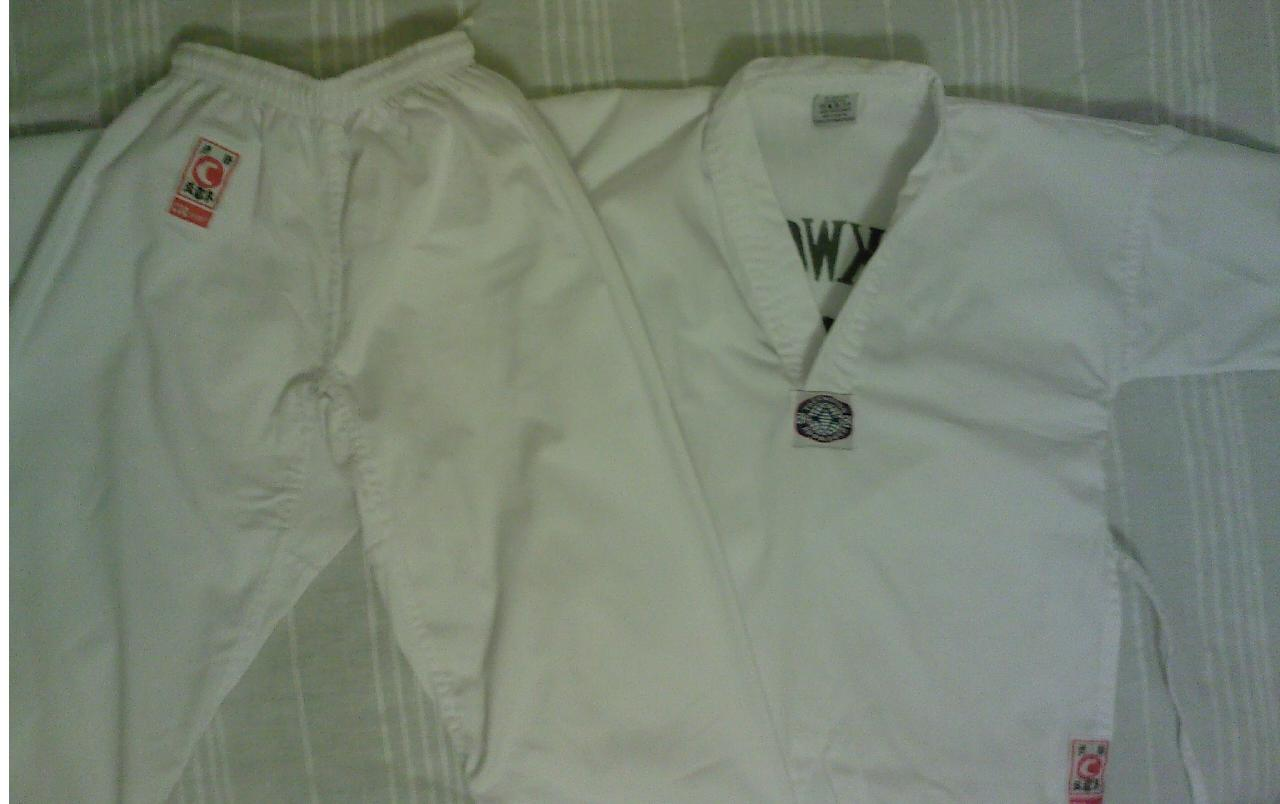
WTF Dobok

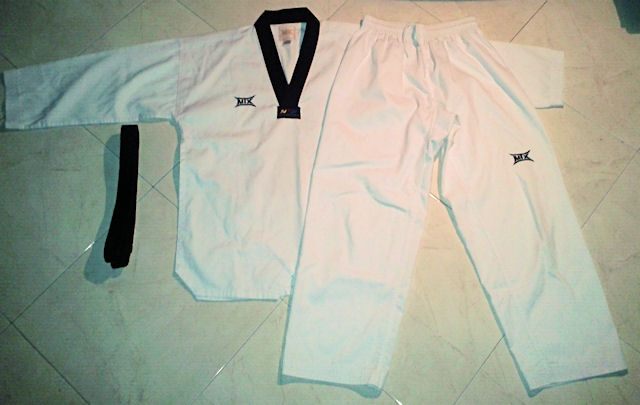
Dobok WTF (per cinture nere)

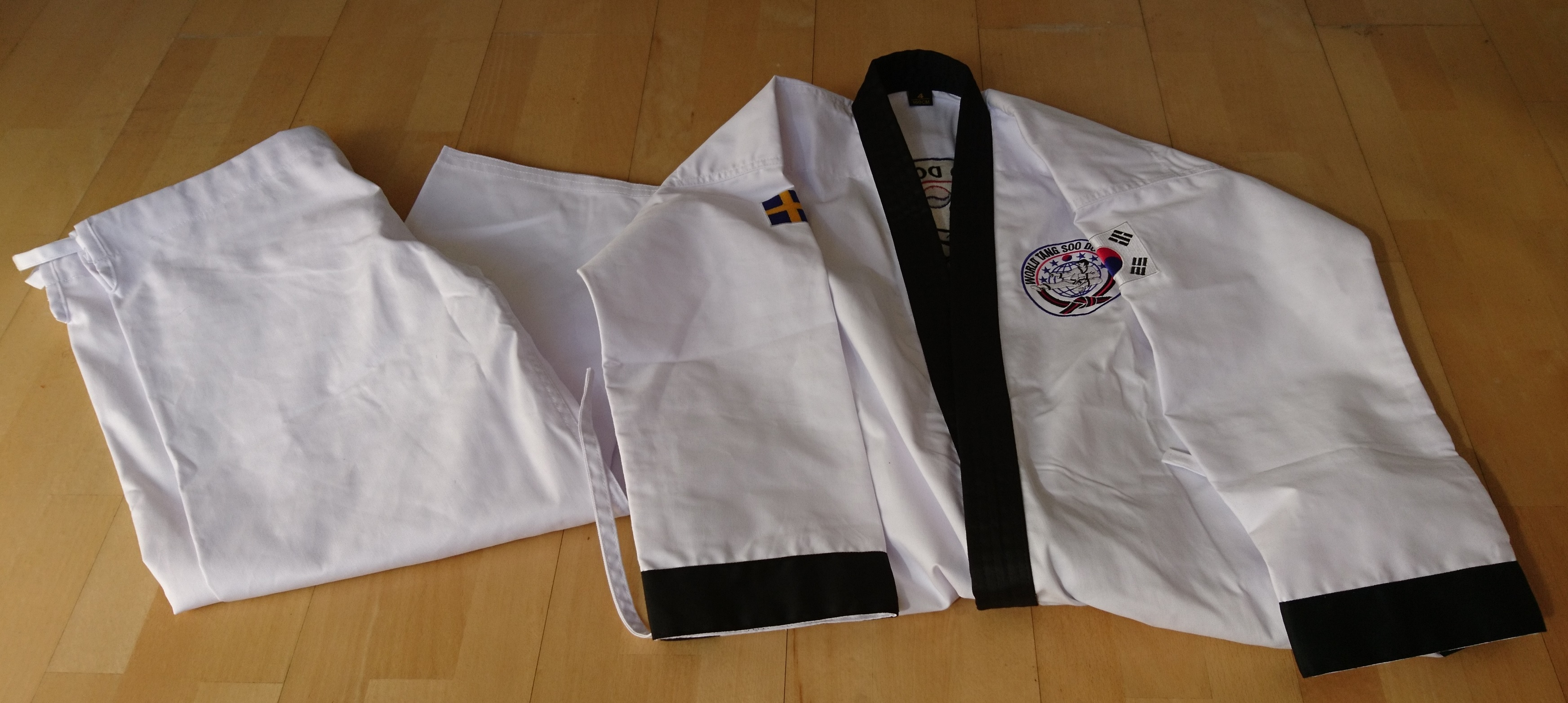
Dobok Tang Soo Do cintura nera

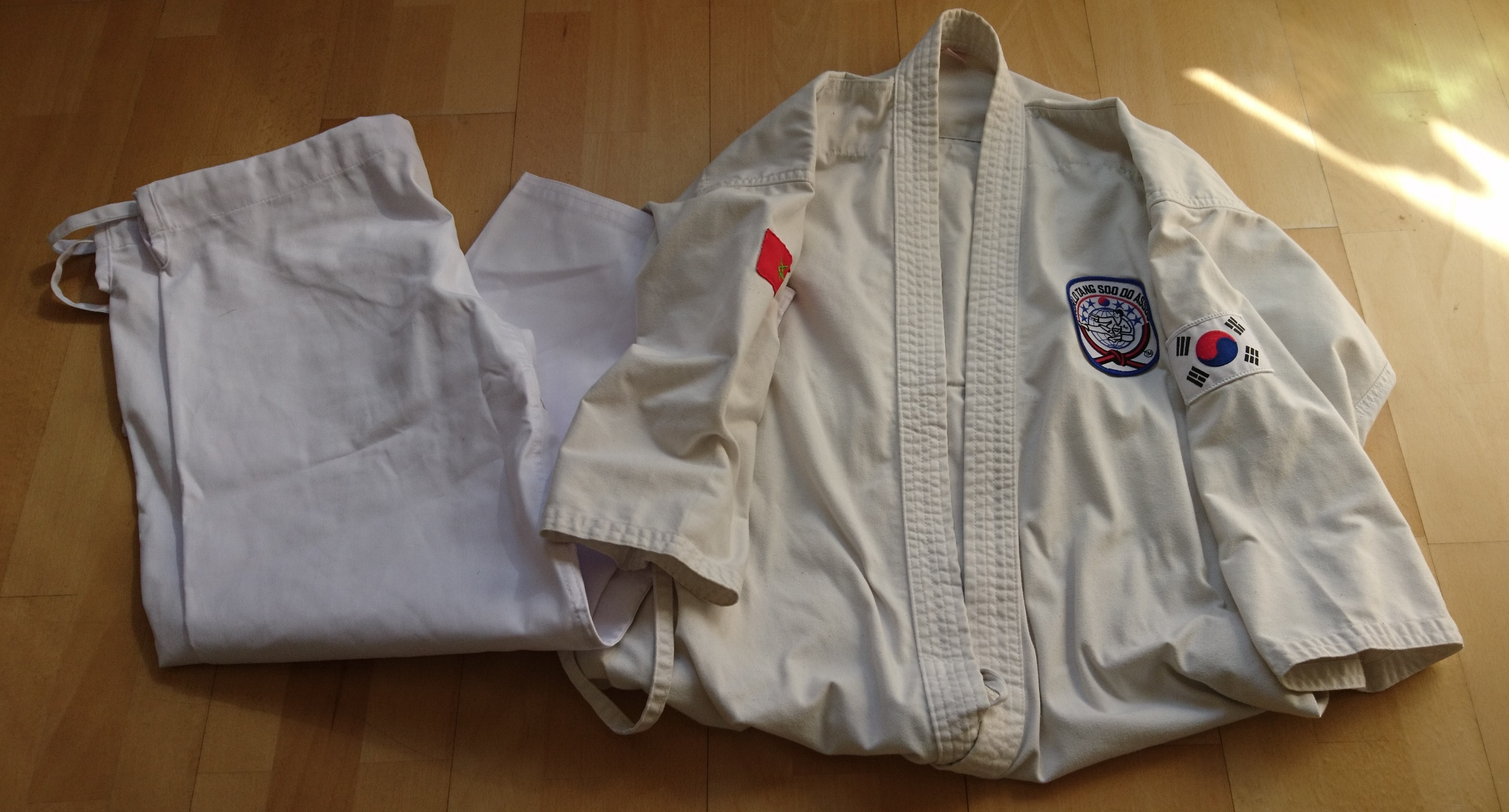
Dobok Tang Soo Do Gup

Il dobok (도복, do-bohk, do "stile di vita" e bohk "abbigliamento") è l'uniforme indossata dai praticanti di arti marziali coreane.
Il dobok si può trovare in diversi colori, tuttavia bianco e nero sono i più comuni. Ha forma simile al Keikogi Giapponese, ma spesso i pantaloni sono più lunghi e più larghi. Per questo motivo, molti praticanti coreani indossano un Dobok formato come il Hanbok coreano. 
Il Dobok dei praticanti di Taekwondo (l'arte marziale coreana più praticata e famosa del mondo), esprime il concetto dal Tao, ovvero il rapporto diretto tra microcosmo (l'Uomo) e macrocosmo (la Natura) espresse nella natura stessa dell'uniforme indossata.
Il Dobok del Taekwondo è costituito da tre parti fondamentali: la casacca, i pantaloni e la cintura. Questi tre elementi sono creati sulla base delle tre figure geometriche fondamentali: il cerchio, il quadrato e il triangolo. Questi tre simboli rappresentano, secondo la tradizione coreana, il fondamento dell'universo. Nella filosofia taoista, ognuna di queste figure geometriche simboleggia i "Sam-Jae", i tre elementi base del mondo: il cerchio rappresenta “Cheon” il cielo; il quadrato “Ji” la terra; il triangolo “In”, l'essere umano. Molta importanza assume, in tal senso, la teoria dello Yin e dello Yang secondo la quale l'uomo è un piccolo universo: l'indumento superiore rappresenta lo Yang, i pantaloni sono Yin e la cintura simboleggia l'uomo in se stesso. Indossando il Dobok, l'unione degli elementi viene pienamente realizzata. Particolare importanza all'interno del Dobok è data alla cintura: essa infatti, si trova al centro dell'uniforme, e simboleggia la volontà di organizzare i Sam-Jae e di concentrare l'energia al centro del corpo.
Una differenza importante tra il Dobok e le altre tradizionali divise di arti marziali (come il Keikogi o il Judoji) è che la casacca superiore è chiusa con un collo a V. Questa comoda soluzione venne studiata per permettere al praticante di Taekwondo di non preoccuparsi che la casacca si aprisse durante un combattimento, impedendolo nei movimenti e rendendo impossibile risistemarla a causa della corazza indossata sopra, obbligatoria nei combattimenti agonistici.
Inizialmente i dobok venivano realizzati solo di colore bianco. Dal 1970 venne introdotta una distinzione per i dobok indossati dalle Cinture Nere. L'uniforme delle Cinture Nere ha di colore nero il collo a V, come la cintura. L'uniforme indossata invece dalle Cinture Poom (ovvero il grado da Cintura Nera di chi non ha ancora compiuto 15 anni) ha il collo a V nero e rosso. Tutti gli altri gradi utilizzano il collo a V bianco. Il colore bianco rappresenta l'universo: secondo la filosofia coreana l'origine dell'universo è il numero uno (Han), che a sua volta nasce dal colore bianco.
Nel luglio del 2011, durante il 6º Campionato del Mondo di Poomsae (Forme) a Vladivostok in Russia la WTF (World Taekwondo Federation) ha presentato ufficialmente la nuova uniforme per le competizioni di Poomsae. L'obiettivo è stato quello di esaltare la filosofia storica del Taekwondo utilizzando figure e uniformi tradizionali coreane, anche per preservare l'unicità dell'abbigliamento tipico del Taekwondo tradizionale. I Dobok per Poomsae sono 5, diversi in base al grado e al sesso del praticante. Ognuno di essi è associato ad uno dei 5 principi fondamentali di questa disciplina.
Le principali differenze tra questi dobok e quelli da allenamento/combattimento normalmente utilizzati sono nel colore dei pantaloni (vedi sotto) e nel forma della casacca che torna ad essere aperta e sostituisce il tradizionale colletto a V con un più classico colletto ad Y.
Dobok Poomsae Cintura Poom maschile: Per le Cinture Nere di sesso maschile che non hanno ancora compiuto 15 anni il Dobok da Poomsae ha i pantaloni azzurri, la casacca bianca e il collo ad Y è rosso e nero come la cintura.
Dobok Poomsae Cintura Poom femminile: Per le Cinture Nere di sesso femminile che non hanno ancora compiuto 15 anni il Dobok da Poomsae ha i pantaloni rossi, la casacca bianca e il collo ad Y è rosso e nero come la cintura.
Dobok Poomsae Cintura Nera maschile: Per le Cinture Nere di sesso maschile che hanno compiuto 15 anni e hanno un grado compreso tra il 1° e il 6° Dan il Dobok da Poomsae ha i pantaloni Neri o Blu scuro, la casacca è bianca e il collo ad Y nero come la cintura.
Dobok Poomsae Cintura Nera femminile: Per le Cinture Nere di sesso femminile che hanno compiuto 15 anni e hanno un grado compreso tra il 1° e il 6° Dan il Dobok da Poomsae ha i pantaloni Blu o Azzurri, la casacca è bianca con il collo ad Y nero come la cintura.
Dobok Poomsae Cintura Nera Master: Per tutte le Cinture Nere (maschili e femminili) che hanno un grado compreso tra il 7º e il 9º Dan, oppure che hanno acquisito il grado di Maestro presso la propria federazione nazionale il Dobok da Poomsae ha i pantaloni Neri o Blu scuro, la casacca è giallo ocra con il collo ad Y nero come la cintura.
Attorno al dobok si indossa una cintura, che rappresenta il grado dell'allievo. Le cinture colorate sono indossate dai detentori dei KUP (i gradi che precedono la Cintura Nera), mentre le Cinture Nere sono indossate dai detentori dei DAN. L'ordine dei colori delle cinture varia a seconda delle scuole. Solitamente la prima cintura indossata è quella bianca. Gli altri colori spesso sono giallo, gialla avanzata(giallo-verde), verde, verde avanzata(verde-blu) blu, blu avanzata(blu-rossa), rossa, rossa avanzata(rosso-nera)e nero, tuttavia ci sono scuole che usano anche altri colori.
I praticanti di Arti Marziali coreane con la spada come il Kumdo di solito usano pantaloni più larghi detti "Chima-Baji", che letteralmente significa "Pantaloni-Gonna".